# Монети Російської Федерації

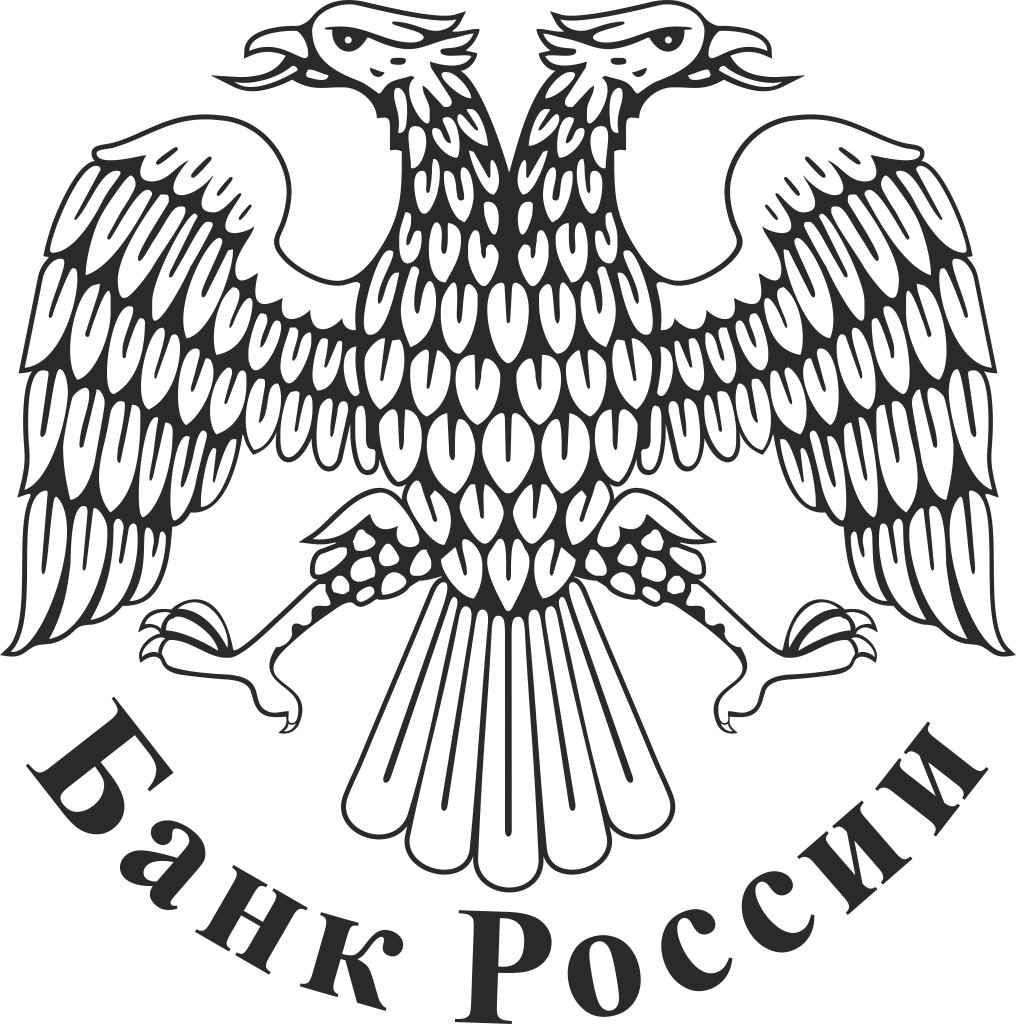
Емблема Центрального банку Росії, яка зображувалася на аверсі монет рублевого номіналу

Монети Російської Федерації — монети, що випускаються Банком Росії з 1992 року до теперішнього часу. Стандартні російські монети один раз змінювали свій зовнішній вигляд під час проведення грошової реформи 1998 року.

## Монети 1992—1993 років
Після розпаду Радянського Союзу було утворено нову державу — Російська Федерація. До 1993 року в обігу тимчасово знаходились купюри Держбанку СРСР. У 1993 році в обіг були введені нові монети і купюри Банку Росії. В обіг були випущені такі монети: 1 і 5 рублів (карбувалися в 1992 році), 10, 20, 50 і 100 рублів (карбувалися в 1992—1993 роках). 1 і 5 рублів карбувалися зі сталі, покритої латунню. Монети карбувалися на Московському і Ленінградському (Санкт-Петербурзькому) монетних дворах. На монетах стояло позначення монетного двору (літера М або ММД означала, що монета була викарбувана на Московському монетному дворі, буква Л — на Ленінградському). 10 і 20 рублів в 1992 році карбувалися з мідно-нікелевого сплаву (мельхіору), а в 1993 році — зі сталі, покритої мельхіором. Ці монети, а також 50 і 100 рублів були марковані написами ММД або ЛМД. 50 рублів в 1992 році карбувалися з біметалу: центр монети був зроблений з алюмінієвої бронзи, ободок — з мідно-нікелевого сплаву. У 1993 році 50 рублів карбувалися в алюмінієвій бронзі. 100 рублів в 1992 році також карбувалися з біметалу: центр з мідно-нікелевого сплаву, ободок — з алюмінієвої бронзи. У 1993 році 100 рублів карбувалися з мідно-нікелевого сплаву. У 1995 році (з датою 1993 року) були випущені 50 рублів зі сталі, покритої латунню.
Всі монети мали приблизно однаковий малюнок аверсу і реверсу: на аверсі був зображений двоголовий орел і напис «Банк Росії», на 50 і 100 рублях до того ж ще був поміщений і номінал монети (словами). На реверсі було поміщено позначення номіналу в обрамленні рослинного орнаменту, знак монетного двору і дата.
Монети 1992—1993 років були вилучені з обігу 1 січня 1999 року, до 31 грудня 2002 року їх можна було обміняти на нові монети.
| Монети зразка 1992—1993 років | Монети зразка 1992—1993 років | Монети зразка 1992—1993 років | Монети зразка 1992—1993 років | Монети зразка 1992—1993 років | Монети зразка 1992—1993 років                                                   | Монети зразка 1992—1993 років | Монети зразка 1992—1993 років    | Монети зразка 1992—1993 років                         | Монети зразка 1992—1993 років |
| Зображення                    | Номінал (рублів)              | Параметри                     | Параметри                     | Параметри                     | Опис                                                                            | Опис                          | Опис                             | Опис                                                  | дата випуску                  |
| Зображення                    | Номінал (рублів)              | Діаметр                       | Товщина                       | Маса                          | Матеріал                                                                        | Гурт                          | Реверс                           | Аверс                                                 | дата випуску                  |
| ----------------------------- | ----------------------------- | ----------------------------- | ----------------------------- | ----------------------------- | ------------------------------------------------------------------------------- | ----------------------------- | -------------------------------- | ----------------------------------------------------- | ----------------------------- |
|                               | 1                             | 19,45 мм                      | 1,75 мм                       | 3,3 г                         | сталь, плакована латунню                                                        | гладкий                       | Номінал, рослинний орнамент, рік | Двоголовий орел, напис «БАНК РОСІЇ»                   | 1992                          |
|                               | 5                             | 21,9 мм                       | 1,75 мм                       | 4,1 г                         | сталь, плакована латунню                                                        | гладкий                       | Номінал, рослинний орнамент, рік | Двоголовий орел, напис «БАНК РОСІЇ»                   | 1992                          |
|                               | 10                            | 21 мм                         | 1,45 мм                       | 3,75 г                        | мідно-нікелевий сплав                                                           | рубчастий                     | Номінал, рослинний орнамент, рік | Двоголовий орел, напис «БАНК РОСІЇ»                   | 1992                          |
|                               | 10                            | 21 мм                         | 1,45 мм                       | 3,5 г                         | сталь, плакована мельхіором                                                     | гладкий                       | Номінал, рослинний орнамент, рік | Двоголовий орел, напис «БАНК РОСІЇ»                   | 1993                          |
|                               | 20                            | 24 мм                         | 1,6 мм                        | 5,25 г                        | мідно-нікелевий сплав                                                           | переривчасто рубчастий        | Номінал, рослинний орнамент, рік | Двоголовий орел, напис «БАНК РОСІЇ»                   | 1992                          |
|                               | 20                            | 24,2 мм                       | 1,6 мм                        | 5 г                           | сталь, плакована мельхіором                                                     | гладкий                       | Номінал, рослинний орнамент, рік | Двоголовий орел, напис «БАНК РОСІЇ»                   | 1993                          |
|                               | 50                            | 25 мм                         | 1,95 мм                       | 6,25 г                        | Біметал (диск виконаний з алюмінієвої бронзи, кільце з мідно-нікелевого сплаву) | переривчасто рубчастий        | Номінал, рослинний орнамент, рік | Двоголовий орел, напис «БАНК РОСІЇ», номінал прописом | 1992                          |
|                               | 50                            | 25 мм                         | 1,9 мм                        | 6 г                           | алюмінієва бронза                                                               | 12 ділянок по 10 рифів        | Номінал, рослинний орнамент, рік | Двоголовий орел, напис «БАНК РОСІЇ», номінал прописом | 1993                          |
|                               | 50                            | 25 мм                         | 1,9 мм                        | 5,2 г                         | сталь, плакована латунню                                                        | гладкий                       | Номінал, рослинний орнамент, рік | Двоголовий орел, напис «БАНК РОСІЇ», номінал прописом | 1995                          |
|                               | 100                           | 25 мм                         | 1,95 мм                       | 6,3 г                         | Біметал (диск виконаний з мідно-нікелевого сплаву, кільце з алюмінієвої бронзи) | переривчасто рубчастий        | Номінал, рослинний орнамент, рік | Двоголовий орел, напис «БАНК РОСІЇ», номінал прописом | 1992                          |
|                               | 100                           | 27 мм                         | 1,9 мм                        | 7,3 г                         | мідно-нікелевий сплав                                                           | 12 ділянок по 10 рифів        | Номінал, рослинний орнамент, рік | Двоголовий орел, напис «БАНК РОСІЇ», номінал прописом | 1993                          |

## Монети з 1997 року

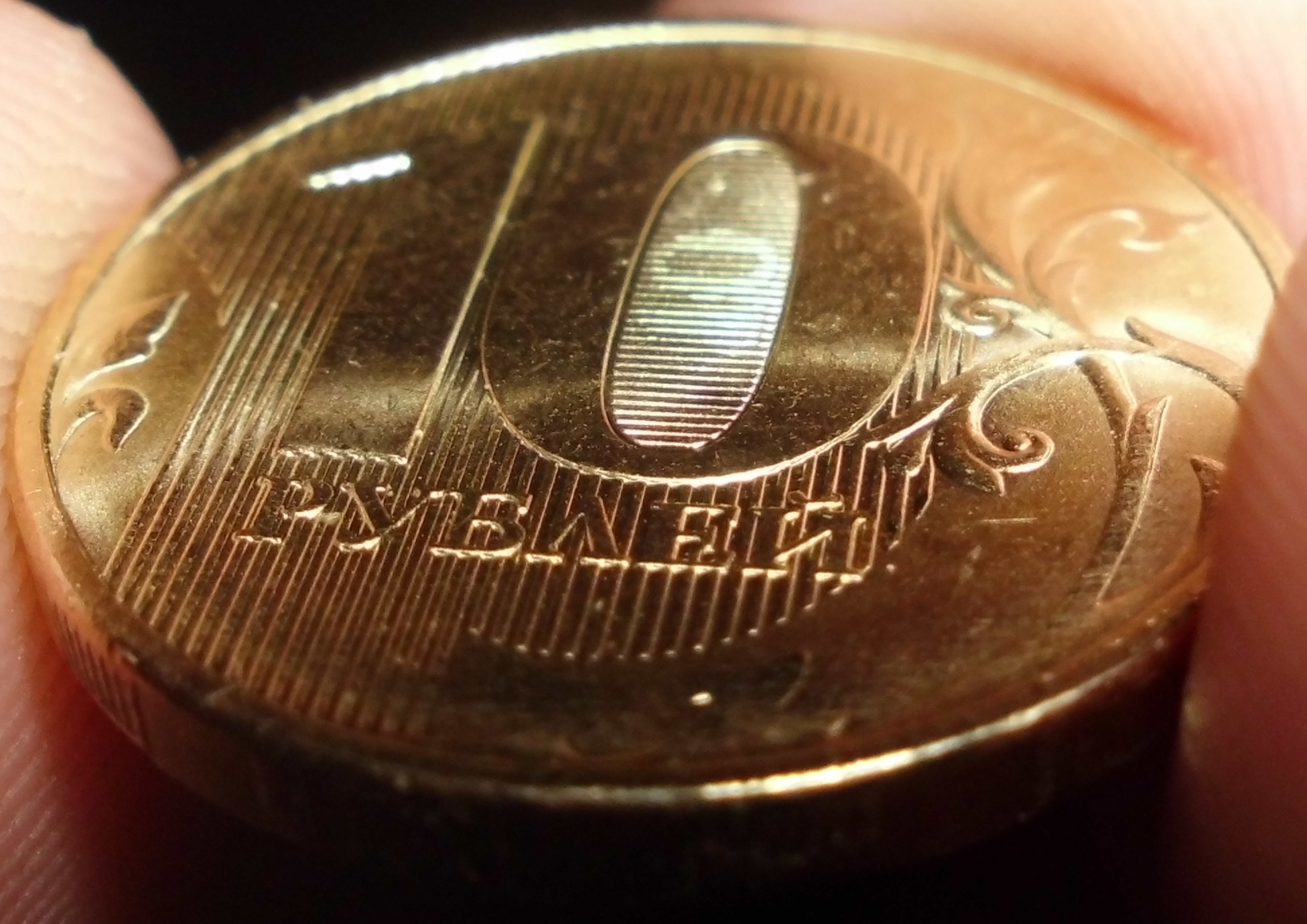
Елемент захисту 10-рублевої монети

1998 року було проведено грошову реформу. В обіг були введені монети номіналом 1, 5, 10 і 50 копійок, 1, 2 і 5 рублів, а пізніше — монети номіналом 10 рублів.
Зовнішній вигляд 1, 5, 10 і 50 копійок був приблизно однаковим: на лицьовій стороні зображався Георгій Побідоносець, що вражає змія списом, напис «Банк Росії» по колу, позначення монетного двору та рік карбування внизу. На зворотному боці був поміщений номінал та рослинний орнамент.
1, 2 і 5 рублів також схожі між собою за своїм зовнішнім виглядом: на лицьовій стороні містився двоголовий орел (емблема Банку Росії), напис «Банк Росії» по колу, позначення монетного двору, позначення номіналу (словами) і рік карбування внизу. На зворотному боці містився номінал та рослинний орнамент (свій для кожного номіналу).
На монетах було вміщено маркування монетного двору. Напис М або ММД означала, що монета була виготовлена на Московському монетному дворі, напис С-П або СПМД — Санкт-Петербурзькому. Єдина відмінність у маркуванні полягала у тому, що копійчані номінали маркувалися літерами М чи С-П, а рублеві — з допомогою літер ММД чи СПМД.
1 і 5 копійок карбувалися зі сталі, покритої мельхіором. 10 та 50 копійок спочатку карбувалися з латуні, у 2006 році в обіг випустили модифікацію зі сталі, покритої томпаком, з 2015 року — модифікацію зі сталі з латунним гальванічним покриттям.
1 і 2 рублі спочатку карбувалися з мідно-нікелевого металу. 5 рублів спочатку карбувалися з міді, покритої мельхіором.
Тричі в грошовий обіг випускалися пам'ятні монети номіналом в 1 рубль — у 1999 році (до 200-річчя О. С. Пушкіна), 2001 році (до 10-річчя утворення СНД) та 2014 році (у зв'язку із затвердженням державного символу російського рубля). Аверси цих монет були стандартними та відповідали аверсам звичайних монет.
У 2002 році лицьова сторона монет в 1, 2 та 5 рублів була змінена: номінал монети (словами) та напис «Банк Росії» змінюються місцями.
У 2009 році в обіг входять нові модифікації монет в 1, 2 та 5 рублів. Зовнішній вигляд монет не змінився, проте змінився матеріал: монети почали карбуватися зі сталі з нікелевим гальванічним покриттям. У 2009 році також розпочався випуск монет номіналом у 10 рублів, які карбувалися зі сталі з латунним гальванічним покриттям. Лицьова сторона 10 рублів виконана аналогічно 1, 2 та 5 рублям.
З 2016 року аверс монет в 1, 2, 5 і 10 рублів було знову змінено: замість емблеми Центрального банку тепер на аверс поміщений герб Російської Федерації, з'являється напис «Російська Федерація» по колу, позначення монетного двору, напис «Банк Росії» та рік карбування внизу.
Щорічне карбування монет 1 та 5 копійок завершилося у 2009 році. Крім пробних монет, останній випуск монет в 1 і 5 копійок був у 2014 році.
Банк Росії планує у 2022 році збирати монети з громадян, щоб не карбувати нові. Відповідний експеримент планується запустити в одному з російських регіонів із низьким рівнем повернення монет.
| Монети зразка 1997 року | Монети зразка 1997 року | Монети зразка 1997 року | Монети зразка 1997 року | Монети зразка 1997 року | Монети зразка 1997 року                                                                                   | Монети зразка 1997 року                                                                         | Монети зразка 1997 року | Монети зразка 1997 року                                                     | Монети зразка 1997 року | Монети зразка 1997 року | Монети зразка 1997 року |
| Зображення | Номінал                 | Параметри               | Параметри               | Параметри               | Опис | Опис                                                                                            | Опис | Опис                                                                        | Роки випуску            |                         |                         |
| Зображення | Номінал                 | Діаметр                 | Товщина                 | Маса                    | Матеріал                                                                                                  | Гурт                                                                                            | Реверс | Аверс                                                                       | Роки випуску            |                         |                         |
| --- | ----------------------- | ----------------------- | ----------------------- | ----------------------- | --- | ----------------------------------------------------------------------------------------------- | --- | --------------------------------------------------------------------------- | ----------------------- | ----------------------- | ----------------------- |
| | 1 копійка               | 15,5 мм                 | 1,25 мм                 | 1,50 г                  | Біметал (сталь, плакована мельхіором)                                                                     | Гладкий                                                                                         | Номінал, рослинний орнамент | Георгій Побідоносець, напис «БАНК РОСІЇ», рік карбування                    | 1997—2009, 2014.        |                         |                         |
| | 5 копійок               | 18,5 мм                 | 1,45 мм                 | 2,60 г                  | Біметал (сталь, плакована мельхіором)                                                                     | Гладкий                                                                                         | Номінал, рослинний орнамент | Георгій Побідоносець, напис «БАНК РОСІЇ», рік карбування                    | 1997—2009, 2014.        |                         |                         |
| | 10 копійок              | 17,5 мм                 | 1,25 мм                 | 1,95 г                  | латунь | Рубчастий (98 рифлень)                                                                          | Номінал, рослинний орнамент | Георгій Побідоносець, напис «БАНК РОСІЇ», рік карбування                    | 1997—2006               |                         |                         |
| | 10 копійок              | 17,5 мм                 | 1,25 мм                 | 1,85 г                  | Біметал (сталь, плакована томпаком і сталь з латунним гальванопокриттям(2014—2015))                       | Гладкий                                                                                         | Номінал, рослинний орнамент | Георгій Побідоносець, напис «БАНК РОСІЇ», рік карбування                    | з 2006                  |                         |                         |
| | 50 копійок              | 19,5 мм                 | 1,10 мм                 | 2,90 г                  | латунь | Рубчастий (105 рифлень)                                                                         | Номінал, рослинний орнамент | Георгій Побідоносець, напис «БАНК РОСІЇ», рік карбування                    | 1997—2006               |                         |                         |
| | 50 копійок              | 19,5 мм                 | 1,10 мм                 | 2,75 г                  | Біметал (сталь, плакована томпаком і сталь з латунним гальванопокриттям (частина тиражу 2008, 2014—2015)) | Гладкий                                                                                         | Номінал, рослинний орнамент | Георгій Побідоносець, напис «БАНК РОСІЇ», рік карбування                    | з 2006                  |                         |                         |
| | 1 рубль                 | 20,5 мм                 | 1,5 мм                  | 3,25 г                  | Мідно-нікелевий сплав                                                                                     | Рубчастий (110 рифлень)                                                                         | Номінал, рослинний орнамент | Двоголовий орел, напис «БАНК РОСІЇ», номінал прописом, рік карбування       | 1997—2009               |                         |                         |
| | 1 рубль                 | 20,5 мм                 | 1,5 мм                  | 3,0 г                   | Сталь с нікелевим гальванопокриттям                                                                       | Рубчастий (110 рифлень)                                                                         | Номінал, рослинний орнамент | Двоголовий орел, напис «БАНК РОСІЇ», номінал прописом, рік карбування       | 2009—2015               |                         |                         |
| | 1 рубль                 | 20,5 мм                 | 1,5 мм                  | 3,0 г                   | Сталь с нікелевим гальванопокриттям                                                                       | Рубчастий (110 рифлень)                                                                         | Номінал, рослинний орнамент | Герб Росії, напис «БАНК РОСІЇ», напис «РОСІЙСЬКА ФЕДЕРАЦІЯ», рік карбування | з 2016                  |                         |                         |
| | 2 рубля                 | 23,0 мм                 | 1,80 мм                 | 5,10 г                  | Мідно-нікелевий сплав                                                                                     | Рубчастий (84 рифлень, розділені на 12 рівних ділянок, що чергуються з 12 гладкими ділянками)   | Номінал, рослинний орнамент | Двоголовий орел, напис «БАНК РОСІЇ», номінал прописом, рік карбування       | 1997—2009               |                         |                         |
| | 2 рубля                 | 23,0 мм                 | 1,80 мм                 | 5,0 г                   | Сталь з нікелевим гальванопокриттям                                                                       | Рубчастий (84 рифлень, розділені на 12 рівних ділянок, що чергуються з 12 гладкими ділянками)   | Номінал, рослинний орнамент | Двоголовий орел, напис «БАНК РОСІЇ», номінал прописом, рік карбування       | 2009—2015               |                         |                         |
| | 2 рубля                 | 23,0 мм                 | 1,80 мм                 | 5,0 г                   | Сталь з нікелевим гальванопокриттям                                                                       | Рубчастий (84 рифлень, розділені на 12 рівних ділянок, що чергуються з 12 гладкими ділянками)   | Номінал, рослинний орнамент | Герб Росії, напис «БАНК РОСІЇ», напис «РОСІЙСЬКА ФЕДЕРАЦІЯ», рік карбування | з 2016                  |                         |                         |
| | 5 рублів                | 25,0 мм                 | 1,80 мм                 | 6,45 г                  | Біметал (мідь, плакирована мельхіором)                                                                    | Рубчастий (60 рифлень, розділені на 12 рівних ділянок, що чергуються з 12 гладкими ділянками)   | Номінал, рослинний орнамент | Двоголовий орел, напис «БАНК РОСІЇ», номінал прописом, рік карбування       | 1997—2009               |                         |                         |
| | 5 рублів                | 25,0 мм                 | 1,80 мм                 | 6,0 г                   | Сталь з нікелевим гальванопокриттям                                                                       | Рубчастий (60 рифлень, розділені на 12 рівних ділянок, що чергуються з 12 гладкими ділянками)   | Номінал, рослинний орнамент | Двоголовий орел, напис «БАНК РОСІЇ», номінал прописом, рік карбування       | 2009—2015               |                         |                         |
| | 5 рублів                | 25,0 мм                 | 1,80 мм                 | 6,0 г                   | Сталь з нікелевим гальванопокриттям                                                                       | Рубчастий (60 рифлень, розділені на 12 рівних ділянок, що чергуються з 12 гладкими ділянками)   | Номінал, рослинний орнамент | Герб Росії, напис «БАНК РОСІЇ», напис «РОСІЙСЬКА ФЕДЕРАЦІЯ», рік карбування | з 2016                  |                         |                         |
| | 10 рублів               | 22,0 мм                 | 2,20 мм                 | 5,63 г                  | Сталь з латунним гальванопокриттям                                                                        | Рубчастий (6 ділянок по 5 рифлень і 6 ділянок по 7 рифлень, чергуються з 12 гладкими ділянками) | Номінал (всередині цифри 0 захисний елемент з рифленням, якщо вдивиться на монету під кутом зверху видно поперечний цифрі 0 напис «РУБ», під кутом знизу — «10»), рослинний орнамент | Двоголовий орел, напис «БАНК РОСІЇ», номінал прописом, рік карбування       | 2009—2015               |                         |                         |
| | 10 рублів               | 22,0 мм                 | 2,20 мм                 | 5,63 г                  | Сталь з латунним гальванопокриттям                                                                        | Рубчастий (6 ділянок по 5 рифлень і 6 ділянок по 7 рифлень, чергуються з 12 гладкими ділянками) | Номінал (всередині цифри 0 захисний елемент з рифленням, якщо вдивиться на монету під кутом зверху видно поперечний цифрі 0 напис «РУБ», під кутом знизу — «10»), рослинний орнамент | Герб Росії, напис «БАНК РОСІЇ», напис «РОСІЙСЬКА ФЕДЕРАЦІЯ», рік карбування | з 2016                  |                         |                         |
| 1. 2. Монетні двори і їхні товарні знаки, які використовуються на монетах: Санкт-Петербурзький монетний двір — товарний знак З-П або СПМД; Московський монетний двір — товарний знак М або ММД. |                         |                         |                         |                         | |                                                                                                 | |                                                                             |                         |                         |                         |

## Пам'ятні і ювілейні монети

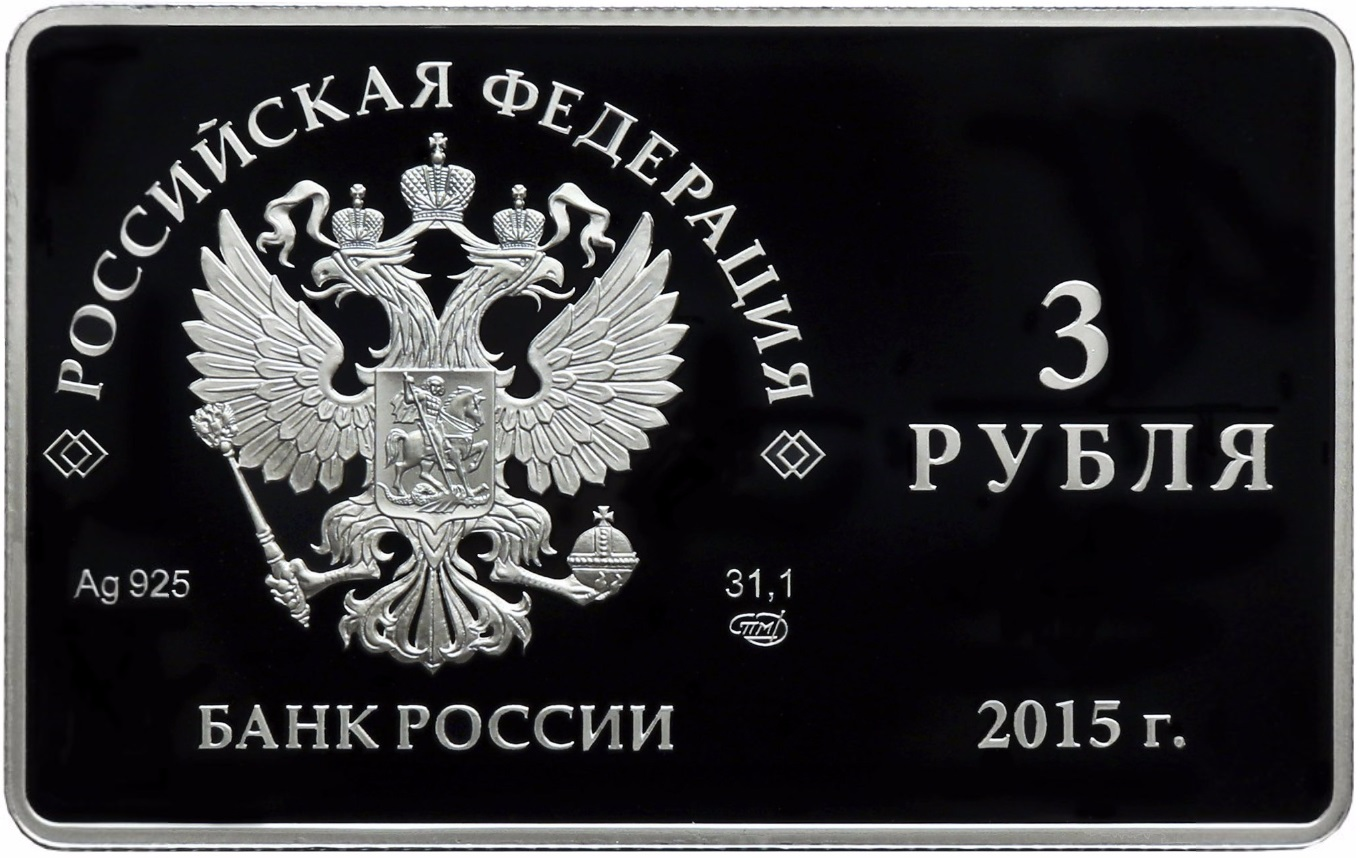
Срібна монета, присвячена випуску перших платіжних карток Національної платіжної системи

### Обігові пам'ятні і ювілейні монети
З 2000 року Банк Росії випускає для обігу пам'ятні і ювілейні монети номіналом: 2, 5, 10 і 25 рублів. Матеріалом яким слугують: мідно-нікелевий сплав, сталь, нікель і латунь.
| | 2 рубля   | 23,0 | 1,80 | 5,00         | мідно-нікелевий сплав                                       | переривчасто-рубчастий (12 ділянок по 7 рифлень)                         | 2000—2001           |
| | 2 рубля   | 23,0 | 1,80 | 5,00         | сталь, гальв. нікелем                                       | переривчасто-рубчастий (12 ділянок по 7 рифлень)                         | 2012 2017           |
| | 5 рублів  | 25,0 | 1,80 | 6,00         | сталь, гальв. нікелем                                       | переривчасто-рубчастий (12 ділянок по 5 рифлень)                         | 2012 2014—2016 2019 |
| | 10 рублів | 27,0 | 2,10 | 8,40         | центр: мельхіор, кільце: латунь                             | рубчастий з написом (300 рифлень, два написи «ДЕСЯТЬ РУБЛЕЙ ★»)          | 2000—2016           |
| | 10 рублів | 27,0 | 2,10 | 7,90 (±0,45) | центр: сталь, гальв. нікелем, кільце: сталь, гальв. латунню | рубчастий з написом (300 рифлень, два написи «ДЕСЯТЬ РУБЛЕЙ ★»)          | с 2017              |
| | 10 рублів | 22,0 | 2,20 | 5,63         | сталь, гальв. латунню                                       | переривчасто-рубчастий (6 ділянок по 5 рифлень і 6 ділянок по 7 рифлень) | 2010—2016 2018      |
| | 25 рублів | 27,0 | 2,30 | 10,00        | мідно-нікелевий сплав                                       | рубчастий (180 рифів)                                                    | с 2011              |
| | 25 рублів | 27,0 | 2,30 | 10,00        | мідно-нікелевий сплав                                       | рубчастий (180 рифів)                                                    | с 2016              |
| Монетні двори і їхні товарні знаки, які використовуються на монетах: Санкт-Петербурзький монетний двір — товарний знак З-П або СПМД; Московський монетний двір — товарний знак М або ММД. |           |      |      |              |                                                             |                                                                          |                     |

### Пам'ятні і ювілейні монети обмежених випусків
З 1992 року Банк Росії випускає ювілейні монети з недорогоцінних металів, вони мають наступні номінали: 1, 2, 3, 5, 10, 25 рублів. В обіг випускалися монети серії «Червона книга», «50 років Великої Перемоги» та «300 років Російському флоту».
Окрім цього з 1992 року також випускаються пам'ятні монети з дорогоцінних металів, вони мають наступні номінали: 1, 2, 3, 5, 10, 25, 50, 100, 150, 200, 500, 1000, 10 000, 25 000 і 50 000 рублів. Для їх виробництва використовується срібло (проби: 500, 900, 925, 999), золото (проби: 900, 999), паладій (999 проба) і платина (999 проба). Також випускаються біметалічні монети (частина монети з золота, частина з срібла).
Монети цього типу карбувалися як для обігу, так і для колекціонерів.

## Пробні монети
Відомі нечисленні пробні випуски:
- 1992 — з дрібними номіналами в копійках, два варіанти (з логотипом «СРСР» і з емблемою Центрального банку) — не потрапили до обігу через інфляцію;
- 1995—100, 500, 1000 рублів (не потрапили до обігу через інфляцію), 2 і 5 рублів (в рамках підготовки до деномінації);
- 1998 — 2, 5, 10, 50 копійок — експериментальні дизайни «гербової» сторони (замість Георгія Побідоносця).
- 2014 — 1 рубль — цифра «1» на аверсі замінена на символ рубля